# Horace Parnell Tuttle
Horace Parnell Tuttle (17. ožujka 1837. – 16. kolovoza 1923), američki astronom, veteran Američkog građanskog rata i brat astronoma Charlesa Wesleyja Tuttlea (1. studenoga 1829. – 17. srpnja 1881.).
| C/1857II Bruhns             | travnja 1857.       |
| C/1857V Klinkerfues         | 23. kolovoza 1857.  |
| C/1857VI Donati             | 11. studenoga 1857. |
| 8P/Tuttle                   | 5. siječnja 1858.   |
| 41P/Tuttle-Giacobini-Kresak | 2. svibnja 1858.    |
| C/1858VII                   | 5. rujna 1858.      |
| C/1859 G1 Tempel            | 24. travnja 1859.   |
| C/1860 III                  | 22. lipnja 1860.    |
| C/1861 III                  | 18. prosinca 1861.  |
| 109P/Swift-Tuttle           | 19. srpnja 1862.    |
| C/1861 Y1 Tuttle            | 19. prosinca 1862.  |
| 55P/Tempel-Tuttle           | 5. siječnja 1866.   |
| 8/P1871 T1 Tuttle           | 23. listopada 1871. |
| 2P/Encke                    | 26. siječnja 1875.  |
| C/1888V Barnard             | 1. studenoga 1888.  |

| 66 Maja   | 9. travnja 1861. |
| 73 Klytia | 7. travnja 1862. |